# Queixal de la Bruixa

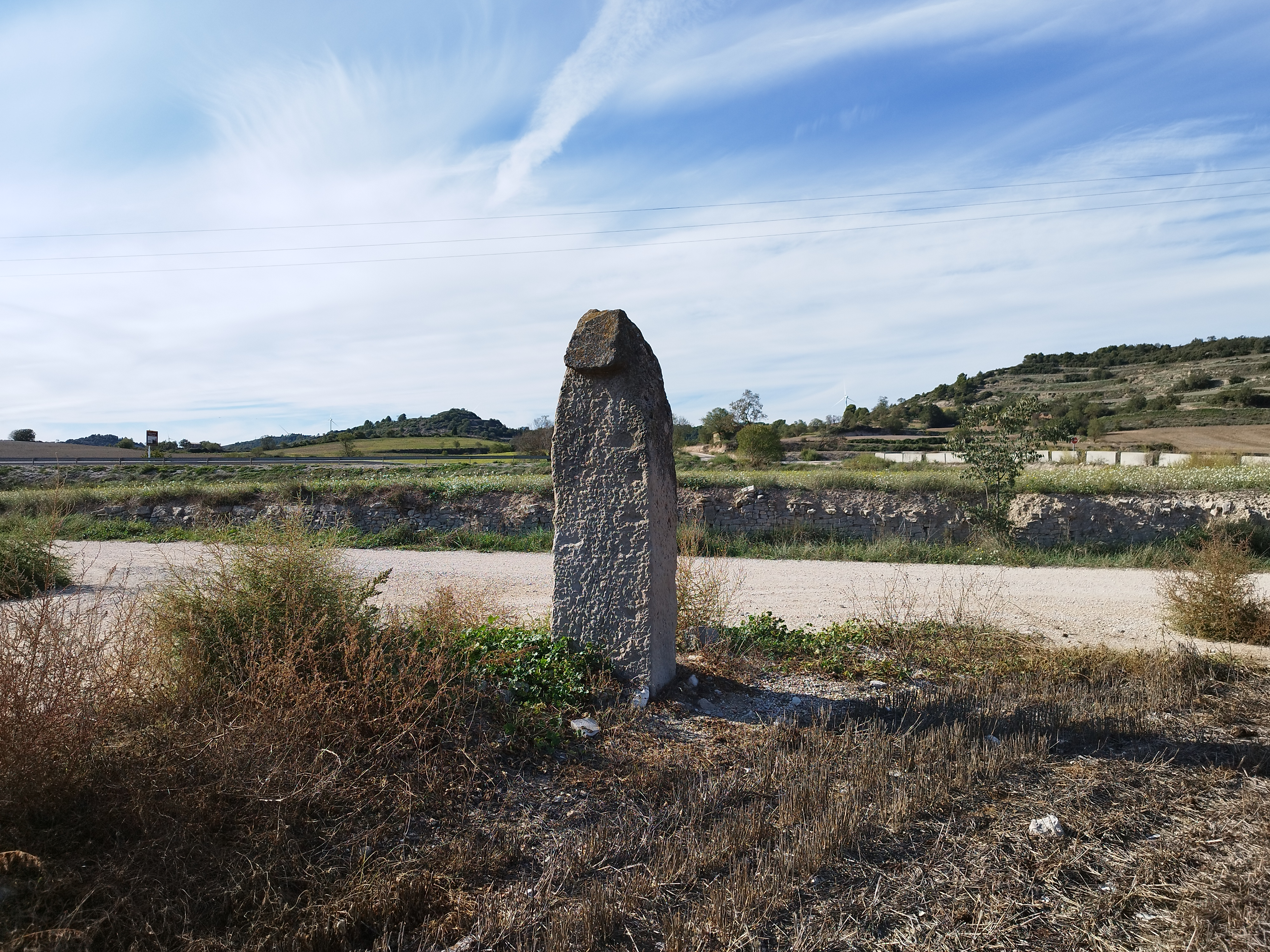
Queixal de la Bruixa

El Queixal de la Bruixa és un monòlit ubicat a Santa Coloma de Queralt, al peu del camí vell d'Aguiló.

## Descripció i ressenya històrica
De forma rectangular, mesura 360 centímetres d'alçada, 70 centímetres de llargada i 40 centímetres d'amplada. Pesa aproximadament uns 3.500 quilos. Hi ha gravada la data “1778”, s'ignora per quin motiu hi fou inscrita.
Josep Maria Carreras apunta que “tradicionalment s'ha associat al límit medieval de separació entre els municipis d'Aguiló i Santa Coloma, puix que el llibre fundacional del benefici del Corpus Christi (1338) en fa menció com a pedra fita”. Quedà enclavada a l'Hostal de la Banya, actualment desaparegut.
El 13 de juliol de 1974 va traslladar-se a la plaça de l'Església, on va romandre fins a 2008, quan es va retornar al seu emplaçament original.  

## Llegenda
Segons una llegenda popular, el dimoni es disposava a fer el “Pont del Diable” de Martorell en una sola nit. En passar per Santa Coloma, va cansar-se de portar el pes d'una pedra i va haver d'abandonar-la. Segons una altra versió, una bruixa ajudava el diable a fer el Pont del Martorell.
Jordi Sender considera que aquesta llegenda es remunta als viatges en carro de la gent de Guimerà a Barcelona. En parar-se al pont del diable del Martorell, van comprovar que hi mancava una pedra que tenia les mides exactes de la que havien vist prèviament a l'Hostal de la Banya.